# Hotel Paper
Hotel Paper – trzeci album amerykańskiej piosenkarki Michelle Branch i drugi nagrany w wytwórni Maverick.
Na płycie znajduje się piosenka nagrana razem z piosenkarką Sheryl Crow Love Me Like That. Występuje też na niej przyjaciółka, a potem koleżanka z zespołu The Wreckers – Jessica Harp, która śpiewa razem z Michelle piosenkę Desperately.
W europejskiej wersji płyty znajduje się również piosenka z poprzedniego albumu Michelle Everywhere, która gościła na szczytach amerykańskich list przebojów, i piosenka nagrana z Carlosem Santaną The Game of Love.

## Lista utworów

### Amerykańska wersja płyty
1. "Intro" – 0:12
2. "Are You Happy Now?" – 3:50
3. "Find Your Way Back" – 3:45
4. "Empty Handed" – 4:50
5. "Tuesday Morning" – 4:43
6. "One of These Days" – 3:23
7. "Love Me like That" – 4:35
8. "Desperately" – 3:06
9. "Breathe" – 3:32
10. "Where Are You Now?" – 3:26
11. "Hotel Paper" – 4:19
12. "Til I Get over You" – 4:10
13. "It's You" – 3:14

DELUXE EDITION
1. "Wanting Out"
2. "Lay Me Down"
3. "A Case Of You"
4. "Til I Get Over You (Live Unplugged)"

### Europejska wersja płyty
1. "Intro" – 0:12
2. "Are You Happy Now?" – 3:50
3. "Find Your Way Back" – 3:45
4. "Empty Handed" – 4:50
5. "Tuesday Morning" – 4:43
6. "One of These Days" – 3:23
7. "Love Me like That" – 4:35
8. "Desperately" – 3:06
9. "Breathe" – 3:32
10. "Where Are You Now?" – 3:26
11. "Hotel Paper" – 4:19
12. "Til I Get over You" – 4:10
13. "Everywhere" – 3:36
14. "The Game of Love" (z Santaną) – 4:12
15. "It's You" – 3:14

## Single
- Are you happy now? (2003)
- Breathe (2004)
- Till I Get over You (2004)